# Tristano Calco
Tristano Calco (Milano, 1455? – ...) è stato uno storico italiano, discendente di una nobile famiglia del Comasco, presente a Milano dal 1350.

## Biografia
Figlio di Andrea Pellanda e di Maddalena Caimi, Tristano era nipote di Bartolomeo Calco. Fu alla scuola di Giorgio Merula, e diventò persona gradita alla corte sforzasca. Già nel maggio del 1478, era a capo della Biblioteca visconteo sforzesca di Pavia; e nel 1496 fu chiamato a dirigere la biblioteca ducale di Milano e preposto all'archivio segreto degli Sforza. In tale ufficio, se non già prima, egli scrisse la storia della sua patria. Lettere ducali degli anni 1506 e 1507 lo mostrano nell'ufficio di segretario regio, di protoscriniario a Milano. Si ignorano l'anno della morte (forse decedette nel 1515: un documento del 13 ottobre 1516 lo dà già defunto) e il luogo di sepoltura. Dalla nobile Susanna Calcaterra, sua moglie, ebbe un figlio, Giovanni Francesco.

## Opera
Caratteristica del lavoro storico del Calco è la cura di appurare criticamente i fatti. L'onesta e accurata ricerca di documenti ne fa uno dei più solerti e sicuri cronisti italiani del Rinascimento.
La storia di Milano fu lasciata incompiuta dal Calco al XXII libro. I primi venti libri, sotto il titolo Rerum patriae seu Mediolanensis historiae libri XX ab origine urbis ad a. 1313, furono editi la prima volta a Milano nel 1627, da Giovanni Pietro Puricelli che pubblicò anche nel 1644 i libri XXI e XXII (dal 1314 al 1322). L'opera completa apparve poi nel Thesaurus antiquitatum Italiae del Graevius, II, 80 segg. La storia del Calco fu continuata, sino alla morte di Carlo V, da Giuseppe Ripamonti (1648).